# Marcello Mastroianni
Marcello Vincenzo Domenico Mastroianni (n. 28 septembrie 1924, Fontana Liri, Lazio, Regatul Italiei – d. 19 decembrie 1996, Paris, Franța) a fost un actor italian, protagonist multilateral de mare talent în cinematografia din a doua jumătate a secolului al XX-lea.

## Biografie
Mastroianni s-a născut în Fontana Liri, un mic sat din Apenini, în provincia Frosinone din Lazio, și a crescut în Torino și Roma. A fost fiul Idei (născută Irolle) și al lui Ottone Mastroianni. Ambii săi părinți erau din orașul apropiat Arpino. Tatăl său deținea un atelier de tâmplărie. Mastroianni a fost nepotul sculptorului Umberto Mastroianni. În timpul celui de-al Doilea Război Mondial, după divizarea în Axe și Italia Aliată , a fost internat într-un lagăr de prizonieri german slab păzit, din care a evadat pentru a se ascunde la Veneția.
Fratele său, Ruggero Mastroianni, a fost editor de film care a lucrat la unele dintre filmele lui Marcello (Orașul femeilor, Ginger și Fred ) și a apărut alături de Marcello în Scipione detto anche l'Africano, în „Spadă și sandală”, lansat în 1971.

### Scenă
După terminarea studiilor liceale, se înscrie la facultatea de Economie și Comerț, dar preferă să frecventeze grupul Centrului Universitar de Teatru din Roma, unde este remarcat de regizorul Luchino Visconti, care îl distribuie, împreună cu Vittorio Gassman, în spectacole de teatru cu piesele "Un tramvai numit dorință" de Tennessee Williams, "Moartea unui comis-voiajor" de Arthur Miller și "Trei surori" de Anton Cehov.

### Film
Mastroianni și-a făcut debutul în cinematografie în 1939, la vârsta de 14 ani. În 1947 a primit un rol în filmul "Mizerabilii" (regia: Riccardo Frada), lucrează apoi cu Luciano Emmer ("Fetele din Piața Spania", "Bigamul"), cu Carlo Lizzani ("Cronica amanților săraci") și Giuseppe de Santis ("Zile de dragoste"), dar primele experiențe hotărâtoare le trăiește sub regia lui Luchino Visconti în Nopți albe și, mai ales, cu Federico Fellini în rolul ziaristului Marcello din epocalul film La dolce vita, care îl consacră în cariera artistică. Fellini descoperă în interpretările lui Marcello Mastroianni pe parcursul colaborării lor (Opt și jumătate, Cetatea femeilor, Ginger și Fred) personalitatea intelectualului nehotărât, măcinat de întrebări fără răspuns, chinuit de obsesii și fantasme.
Obține în continuare succese în filmele Divorț italian, în diverse filme alături de Sofia Loren regizate de Vittorio De Sica, colaborează cu Ferreri (Marea îmbuibeală, Povestea Pierei), cu Ettore Scola (Drama geloziei, Splendoare, Cât e ceasul?, O zi deosebită - performanță excepțională alături de Sofia Loren).
A fost primul actor care a primit o nominalizare la Premiul Oscar pentru o interpretare în altă limbă decât engleza. În 1962 este nominalizat la Oscar, pentru Cel mai bun actor în rol principal, pentru personajul Ferdinando Cefalú, interpretat în 1961 în filmul Divorț în stil italian, regia Pietro Germi. Din ultimii ani ai carierei sale actoricești este de menționat filmul de profund dramatism Susține Pereira.
Marcello Mastroianni a jucat cu entuziasm și dăruire totală în comedii, în drame psihologice, în melodrame și în filme istorice, refuzând și în ultimii ani odihna și plictiseala unei existențe comode, departe de platourile de filmare. Astfel că, într-o zi de iarnă, pe 19 decembrie 1996, când a fost chemat să joace pe scena Paradisului, el a plecat discret în eternitate, lăsând ca amintire o viață dedicată filmului.

## Moarte
Mastroianni a murit de cancer pancreatic pe 19 decembrie 1996, la vârsta de 72 de ani. Fântâna Trevi din Roma, asociată cu rolul său din La Dolce Vita de Fellini, a fost stinsă simbolic și drapată în negru ca omagiu. Înmormântarea a avut loc la Biserica Sfântul Sulpice din Saint-Germain-des-Prés din Paris pe 20 decembrie 1996, înainte ca rămășițele sale să fie transferate la Roma, unde o a doua ceremonie a avut loc la primărie pe 22 decembrie, înainte de a fi înmormântat în cripta familiei sale din cimitirul Verano. 

## Filmografie și premii
| An   | Film                                  | Rol                      | Note |
| ---- | ------------------------------------- | ------------------------ | --- |
| 1939 | Marionette                            | Extra                    | Uncredited |
| 1944 | I bambini ci guardano                 | Extra                    | Uncredited |
| 1948 | I Miserabili                          | Un Rivoluzionario        | |
| 1949 | Vent'anni                             |                          | |
| 1950 | Domenica d'agosto                     | Ercole Nardi             | |
| 1950 | Contro la legge                       | Marcello Curti           | |
| 1950 | Vita da cani                          | Carlo Danesi             | |
| 1950 | Cuori sul mare                        | Massimo Falchetti        | |
| 1951 | Atto d'accusa                         | Renato La Torre          | |
| 1951 | Passaporto per l'oriente              | Aldo Mazzetti            | |
| 1951 | Parigi è sempre Parigi                | Marcello Venturi         | |
| 1952 | La muta di Portici                    | Extra                    | Uncredited |
| 1952 | Sensualità                            | Carlo Santori            | |
| 1952 | Tragico ritorno                       | Marco                    | |
| 1952 | L'eterna catena                       | Donna Sofia              | |
| 1952 | Le ragazze di Piazza di Spagna        | Marcello                 | |
| 1952 | Penne nere                            | Pietro Cossuti           | |
| 1953 | Lulù                                  | Soletti                  | |
| 1953 | Febbre di vivere                      | Daniele                  | |
| 1953 | Non è mai troppo tardi                | Riccardo                 | |
| 1953 | Gli eroi della domenica               | Carlo Vagnetti           | |
| 1953 | Il viale della speranza               | Mario                    | |
| 1954 | Schiava del peccato                   | Giulio                   | |
| 1954 | La principessa delle Canarie          | Don Diego                | |
| 1954 | Cronache di poveri amanti             | Ugo                      | |
| 1954 | Tempi nostri                          |                          | Segment "Il Pupo" |
| 1954 | Zile de dragoste                      | Pasquale Droppio         | Nastro d'Argento for Best Actor |
| 1954 | Casa Ricordi                          | Gaetano Donizetti        | |
| 1954 | Peccato che sia una canaglia          | Paolo                    | Grolla d'Oro for Best Actor |
| 1955 | Tam tam mayumbe                       | Alessandrini             | |
| 1955 | La bella mugnaia                      | Luca                     | |
| 1956 | La fortuna di essere donna            | Corrado Betti            | |
| 1957 | Il medico e lo stregone               | Dr. Francesco Marchetti  | |
| 1957 | Padri e figli                         | Cesare                   | |
| 1957 | La ragazza della salina               | Piero                    | |
| 1957 | Il momento più bello                  | Pietro Valeri            | |
| 1957 | Le notti bianche                      | Mario                    | Nastro d'Argento for Best Actor |
| 1958 | Racconti d'estate                     | Marcello Mazzoni         | |
| 1958 | Amore e guai                          | Franco                   | |
| 1958 | I soliti ignoti                       | Tiberio                  | |
| 1959 | La Loi                                | Enrico Tosso             | |
| 1960 | La Dolce Vita                         | Marcello Rubini          | Nastro d'Argento for Best Actor |
| 1960 | Il bell'Antonio                       | Antonio Magnano          | |
| 1961 | Il nemico di mia moglie               | Marco Tornabuoni         | |
| 1961 | Un ettaro di cielo                    | Severino Balestra        | |
| 1961 | Ferdinando I, re di Napoli            | Gennarino                | |
| 1961 | L'assassino                           | Alfredo Martelli         | |
| 1962 | Fantasmi a Roma                       | Reginaldo                | |
| 1962 | La notte                              | Giovanni                 | |
| 1962 | Divorț italian                        | Ferdinando (Fefè) Cefalù | Golden Globe Award for Best Actor – Motion Picture Musical or Comedy BAFTA Award for Best Actor in a Leading Role Nastro d'Argento for Best Actor David di Donatello for Best Actor Nominated – Academy Award for Best Actor |
| 1962 | Vita privata                          | Fabio Rinaldi            | |
| 1962 | Cronaca familiare                     | Enrico                   | |
| 1963 | 8½                                    | Guido Anselmi            | |
| 1963 | I compagni                            | Prof. Sinigaglia         | |
| 1963 | Ieri, oggi, domani                    | Carmine                  | BAFTA Award for Best Actor in a Leading Role David di Donatello for Best Actor |
| 1964 | Matrimonio all'italiana               | Domenico Soriano         | David di Donatello for Best Actor Golden Globe Henrietta Award – World Film Favorite Actor Nominated – Golden Globe Award for Best Actor – Motion Picture Musical or Comedy                                                  |
| 1965 | Oggi, domani e dopodomani             | Mario / Michele          | episodes L'uomo dei cinque palloni, L'ora di punta, La moglie bionda |
| 1965 | Casanova 70                           | Maggiore Colombetti      | San Sebastian International Film Festival Best Actor |
| 1965 | A zecea victimă                       | Marcello Poletti         | |
| 1966 | Io, io, io... e gli altri             | Peppino Marassi          | Nominated – Golden Globe Henrietta Award – World Film Favorite Actor |
| 1967 | Lo straniero                          | Arthur Meursault         | |
| 1968 | Questi fantasmi                       |                          | |
| 1968 | Amanti                                | Valerio                  | |
| 1970 | The Pizza Triangle                    | Oreste Nardi             | Cannes Film Festival Award for Best Actor |
| 1970 | I girasoli                            | Antonio                  | |
| 1970 | Leo the Last                          | Leo                      | |
| 1970 | Giochi particolari                    | Sandro                   | |
| 1971 | Correva l'anno di grazia 1870         | Augusto Parenti          | |
| 1971 | The Priest's Wife                     | Don Mario                | |
| 1971 | Permette? Rocco Papaleo               | Rocco Papaleo            | |
| 1972 | Ça n'arrive qu'aux autres             | Marcello                 | |
| 1972 | What?                                 | Alex                     | |
| 1973 | Mușcă și fugi (Mordi e fuggi)         | Giulio Borsi             | |
| 1973 | La Grande Bouffe                      | Marcello                 | |
| 1973 | Niente di grave: suo marito è incinto | Marco Mazetti            | |
| 1973 | Rappresaglia                          | padre Antonelli          | |
| 1973 | L'idolo della città                   | Nicolas Montei           | |
| 1974 | Touche pas à la femme blanche         |                          | |
| 1974 | Allonsanfàn                           |                          | |
| 1975 | La pupa del gangster                  |                          | |
| 1975 | Divina creatura                       |                          | |
| 1975 | Per le antiche scale                  |                          | |
| 1975 | La donna della domenica               |                          | |
| 1977 | Mogliamante                           |                          | |
| 1977 | Una giornata particolare              |                          | Globo d'Oro Award for Best Actor Grolla d'Oro for Best Actor Nominated – Academy Award for Best Actor Nominated – Golden Globe Award for Best Actor - Motion Picture Drama                                                   |
| 1977 | Doppio delitto                        |                          | |
| 1978 | Giallo napoletano                     |                          | |
| 1978 | Ciao maschio                          |                          | |
| 1978 | Così come sei                         |                          | |
| 1978 | Blood Feud                            |                          | |
| 1979 | L'ingorgo – Una storia impossibile    |                          | |
| 1980 | La terrazza                           |                          | |
| 1980 | La città delle donne                  |                          | |
| 1981 | Fantasma d'amore                      |                          | |
| 1981 | La pelle                              |                          | |
| 1982 | La Nuit de Varennes                   | Phaedra                  | |
| 1982 | Oltre la porta                        |                          | |
| 1983 | Storia di Piera                       |                          | Sant Jordi Awards Best Performance in a Foreign Film |
| 1983 | Il generale dell'armata morta         |                          | |
| 1983 | Gabriela, Cravo e Canela              | Nacib                    | |
| 1984 | Enrico IV                             |                          | Globo d'Oro Award for Best Actor |
| 1985 | Le due vite di Mattia Pascal          |                          | |
| 1985 | Maccheroni                            |                          | |
| 1986 | Il volo                               |                          | |
| 1986 | Ginger e Fred                         |                          | David di Donatello for Best Actor Globo d'Oro Award for Best Actor Nastro d'Argento for Best Actor Sant Jordi Awards Best Performance in a Foreign Film                                                                      |
| 1987 | Intervista                            |                          | |
| 1987 | Miss Arizona                          |                          | |
| 1987 | Oci ciornie                           |                          | Cannes Film Festival Award for Best Actor David di Donatello for Best Actor Nastro d'Argento for Best Actor Nominated – Academy Award for Best Actor                                                                         |
| 1989 | Splendor                              | Jordan                   | |
| 1989 | Che ora è?                            | Marcello                 | Venice Film Festival – Volpi Cup |
| 1990 | Stanno tutti bene                     |                          | |
| 1990 | Cin cin                               |                          | |
| 1990 | Verso sera                            |                          | Globo d'Oro Award for Best Actor Nastro d'Argento for Best Actor |
| 1990 |                                       | Honorary Golden Lion     | |
| 1991 | To meteoro vima tou pelargou          |                          | |
| 1991 | Le voleur d'enfants                   |                          | |
| 1992 | Used People                           |                          | Nominated – Golden Globe Award for Best Actor - Motion Picture Musical or Comedy |
| 1993 | Un, deux, trois, soleil               |                          | Venice Film Festival – Volpi Cup for Best Actor in a Supporting Role |
| 1993 | Di questo non si parla                | Ludovico D'Andrea        | |
| 1994 | Prêt-à-Porter                         |                          | National Board of Review Award for Best Acting by an Ensemble |
| 1994 | The True Life of Antonio H.           |                          | |
| 1995 | Les cent et une nuits de Simon Cinéma |                          | |
| 1995 | Al di là delle nuvole                 |                          | |
| 1995 | Sostiene Pereira                      |                          | David di Donatello for Best Actor |
| 1996 | Trois vies et une seule mort          |                          | Silver Wave |
| 1997 | Viagem ao Princípio do Mundo          | Manoel                   | Final film, released posthumously |